# Futsal

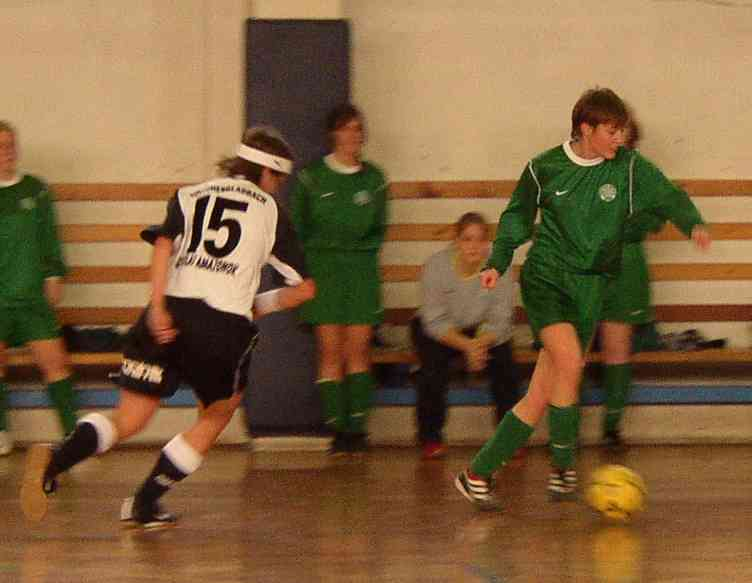
Női futsalmérkőzés a magyar elsőosztályban

A futsal (ejtsd: futszál) a nagypályás labdarúgás hivatalos, elsősorban teremben játszott változata, melyet a Nemzetközi Labdarúgó-szövetség irányít. A név a portugál futebol de Salãoból és a spanyol fútbol salaból származik, mindkettő azt jelenti: teremfoci. Kezdetben Five a Side volt a játék neve, később az angol football és a spanyol sala (terem) szavakból született meg a futsal elnevezés.
A futsalt két csapat játssza, mindkét csapatban 4 mezőnyjátékos és egy kapus van. A cserék száma legfeljebb 9. A játék során bármennyiszer lehet cserélni, de csak a kijelölt cserezónában. A játéktér mérete egy az egyben a kézilabda játéktere, a játéktér szélét itt is vonal határolja. A futsal labda 4-es méretű, de egy speciális szivacsréteggel egészítve ki, ezért kevésbé pattan, mint a labdarúgásnál használt hagyományos labda. A játékidő kétszer 20 perc tiszta játékidő. (Ha játékon kívül van a labda, akkor áll az óra.)

## A futsal hivatalos játékszabályai
A futsal szabályai lényegesen eltérnek a sok helyen játszott kispályás labdarúgás szabályaitól.
Néhány fontos különbség a teljesség igénye nélkül:
- 4 mezőnyjátékos és egy kapus lehet a játéktéren egy csapatban. A cserejátékosok maximális száma 9 fő.
- A labdától előírt távolság 5 méter az ellenfél játékosai számára. (Szabadrúgások, büntetőrúgások, – nagybüntető ill. kisbüntető, – sarokrúgás, oldalberúgás,… stb. esetén.) Ez alól csak a kezdőrúgás kivétel, ahol csak 3 méter.
- A labdát 4 mp-en belül játékba kell hoznia az arra jogosult csapatnak (oldalberúgás, sarokrúgás, szabadrúgás, büntetőrúgás, kidobás… stb.), ellenkező esetben az ellenfél csapat következik oldalberúgás esetén oldalberúgással, egyéb rúgásnál közvetett szabadrúgással.
- Nincs bedobás, csak oldalberúgás. A labdát szigorúan a vonalra kell helyezni (mozdulatlanul), és ha ez megtörtént, akkor szintén 4 másodperc áll rendelkezésre az oldalberúgás elvégzésére. Ügyelni kell arra, hogy rúgáskor a lábaknak a vonalon, vagy azon kívül kell lennie. (Ha lejár az idő, vagy a labda mozog, amikor elrúgják ill. a lábak szabálytalan helyen vannak a rúgáskor, akkor az ellenfél hozhatja játékba a labdát.)
- A kapus kidobással hozhatja játékba a labdát.
- A kapusnak a labdát visszapasszolnia csak meghatározott esetekben szabad. Ha a kapus hozzáér a labdához a saját térfelén, akkor egészen addig nem érintheti újra a labdát, amíg az ellenfél hozzá nem ér a labdához, vagy a kapus át nem megy az ellenfél térfelére. A kapus az ellenfél térfelén mezőnyjátékosnak számít (Ha mégis, akkor közvetett szabadrúgást ítélnek a csapata ellen.)
- A kapus a saját térfelén mindössze 4 másodpercig birtokolhatja a labdát. Ha addig nem passzolja le, akkor az ellenfél közvetett szabadrúgást végezhet el onnan, ahol birtokolta a labdát a 4 másodperc leteltekor. (Ha a büntetőterületen belül birtokolta a labdát, úgy a szabadrúgást a 6-os vonal azon pontjáról kell elvégezni, amely a legközelebb van ahhoz a ponthoz, ahol a kapus a labdát éppen birtokolta.)
- A 4 másodperces kapusszabály az ellenfél térfelére nem vonatkozik, a kapus lecserélhető mezőnyjátékosra, azonban ennek a játékosnak megkülönböztető mezt kell viselnie, a mezen lévő mezszámnak egyeznie kell a játékos eredeti mezszámával. Erre a játékosra ugyanúgy vonatkoznak a kapusra vonatkozó szabályok.
- A közvetlen szabadrúgást maga után vonó szabálytalanságok számát nyilvántartják (halmozott szabálytalanságok), és félidőnként az ötödik szabálytalanság után, (tehát a 6. szabálytalanságtól kezdve) minden szabálytalanságért ún. kisbüntető jár, amit 10 méterről végeznek el, csak a kapus van a lövő játékossal szemben. (Ha a szabálytalanság a büntető területen kívül, de 10 méternél közelebb történt, akkor a rúgó játékos dönthet, hogy a 10 m-re lévő büntetőpontról vagy a szabálytalanság helyéről akarja-e elvégezni a szabadrúgást.) Kisbüntető elvégzésekor a kapusnak nem kell a gólvonalon állnia, ilyenkor csak az 5 méteres szabály vonatkozik rá.

### Fegyelmezési szankciók
- Sárga lap (Figyelmeztetés): Ebből egy játékos max. 2 db-ot gyűjthet össze a mérkőzés folyamán. A második esetben a felmutatott sárga lap után a játékvezető automatikusan felmutatja a piros lapot is.
- Piros lap (Kiállítás): A kiállított játékos nem ülhet le a kispadra, hanem be kell mennie az öltözőbe. Csapata azonban 2 perc után kiegészülhet egy másik játékossal. Ha a "pillanatnyilag" kevesebb létszámmal játszó csapat a 2 perces büntetőidő alatt gólt kap, akkor a gól után azonnal kiegészülhet. Amennyiben több kiállított játékos van csak az egyik térhet vissza.

### Csereszabályok
- Repülőcsere, amit csak a cserezónán keresztül szabad végrehajtani.
- A mérkőzésen végrehajtható cserék száma nincs meghatározva.
- A cserezóna az oldalvonalon a felezővonaltól a kapuk irányába 5, ill. 10 méterre (oldalvonalra merőlegesen) húzott vonalak között van kijelölve.
- A cserejátékos csak akkor léphet a játéktérre, ha a lecserélt játékos már elhagyta azt.
- A lecserélt játékosnak a kispadra le kell ülnie. A technikai zónában helyet foglaló személyek közül (cserejátékosok, edzők, orvos ill. gyúró) mindössze 1 személy, az edző állhat, a többieknek ülniük kell.
- A cserejátékosoknak a technikai zónában megkülönböztető mezt kell viselniük.
- A játékosok a csereszabály megsértéséért sárga lapot kapnak.

### Játékvezetők száma
- Minimum 2 fő játékvezető vezeti a mérkőzést. (Az 1. számú a főjátékvezető, ellentétes ítélet esetén az ő döntése a mérvadó. A 2. sz. játékvezetőnek azonos jogok mellett, a kispadok rendjére is figyelnie kell.)
- NB I-II-es mérkőzésekre 3. számú, ún. időmérő játékvezetőt is küldenek, nemzetközi mérkőzéseken az időmérő feladatát kijelölt időmérő látja el, a 3. játékvezető a jegyzőkönyvet vezeti.

### A játék időtartama
- 2x20 perc tiszta játékidő. (Ez azt jelenti, ha a labda játékon kívülre kerül, az óra is megáll.)
- Hosszabbítás esetén plusz 2x5 perc tiszta játékidő.
- A mérkőzés győztesét meghatározó eljárásként a hosszabbítást követően: min. 5-5 db nagybüntető-rúgás elvégzése után. (a 6m-es vonal középpontjáról)

A játékrészek közti szünet időtartamát a versenyszabályokban kell megállapítani a főjátékvezető hozzájárulásával, de nem haladhatja meg a 15 percet.

### A játékrészek/mérkőzés vége
Az időmérő síp vagy más akusztikus jel használatával jelzi a játékrészek (félidők), vagy a mérkőzés végét, amit az egyik játékvezető is sípszóval megerősít, figyelembe véve, hogy az adott játékrészt meg kell hosszabbítani...:
→ kisbüntető (10 méteres)/6. halmozott szabálytalanságot követő közvetlen szabadrúgás...
→ nagybüntető-rúgás (6 méteres)
...elvégzése, megismétlése céljából a rúgás elvégzéséig. A labda elrúgása után a játékvezetőknek meg kell várniuk a már megkezdett rúgás kimenetelét. Ezen esetekben az adott játékrésznek (félidőnek) akkor van vége, amikor...
GÓL esetén, (tehát, ha a labda a kapuvonalon áthaladva a kapuba jut,)
- akár közvetlenül jut a kapuba a labda.
- akár úgy, hogy előtte érintette a kapust, a kapufákat, a keresztlécet vagy a talajt.

NEM GÓL esetén,...
- ha a védő csapat kapusa megfogja/kivédi a lövést.
- ha a labda lepattan a kapufákról/a keresztlécről, és nem halad át a kapuvonalon.
- a labda elhagyja a játékteret.

Az időmérőnek ill. a játékvezetőknek csak ezt követően szabad megszólaltatni a sípot, ill. más akusztikus jelet!
 Forrás: FIFA: A FUTSAL JÁTÉKSZABÁLYAI – https://web.archive.org/web/20141129035902/http://www.futsal-hungary.hu/_include/dokumentum.asp?kod=124
Összegzés + frissítés: Mezei Mátyás (játékvezető)

## A futsal története

### Dél-amerikai eredet
A játék eredete Uruguayba vezethető vissza, ahol 1930-ban Juan Carlos Ceriani Gravier ötlötte ki a labdarúgás mini, 4+1-es változatát, az ifjúság versenyeztetésére. A játékot kosárlabda játéktéren játszották, palánkok nélkül. A játéknak ez a változata több mint 70 éve létezik Brazíliában. Már az elejétől kezdve 4+1-es (négy játékos és egy kapus) rendszerben játszottak a játékosok, sosem volt 5+1-es változata. Brazíliában gyermekkorában Rivelino, Zico, Socrates, Ronaldo, Ronaldinho és sokan játszották, játsszák ezt a játékot. Dél-Amerikában népszerű fifusa 4+1-es labdajátékot szervező szövetséget a FIFA kalóz kispályás labdarúgó szervezetnek tekinti, mert a mai napig nem csatlakozott a nemzetközi szövetséghez.

#### Dél-amerikai kupa
- 1965-ben az első tornát Paraguay nyerte,
- 1967, 1969, 1971, 1973, 1975, 1977 Brazília válogatottja a győztes nemzet

#### Pán-amerikai kupa
- 1980-ban Brazília diadalmaskodott

#### Nem hivatalos világbajnokság
- 1982-ben a brazil Sao Pauloban, Brazília esélyeshez méltóan nyert
- 1985-ben Spanyolországban újra Brazília nyer
- 1988-ban Paraguay a világbajnok

### Európai eredet
A "minivoetball"-t, azaz a minifutballt a magyar származású Gaal Endre találta ki, aki Belgiumban sportfelügyelőként dolgozott, fiatalokkal fejlesztette ki a játékot. A játék a Magyarországon jól ismert pulykázásból indult ki, vagyis kiskapus játék, ahol "3 szöglet egy tizenegyest" ért. Ki ne ismerte volna ezt a játékot az 1950-es években Magyarországon, ahol még rongylabdával is játszották. Belgiumban 1962-ben 62 csapat részvételével rendeztek kispályás – "minivoetball" – labdarúgó bajnokságot, 1965-től a belga televízió (B.R.T.) rendszeresen közvetítette a mérkőzéseket. 1965-ben megalakult a Belga Minifutball Szövetség (MFA). A nagy igényekre tekintettel, 1968-ban megalakult a Nemzeti Független Minifutball Szövetség (N.O.M.B.), több mint 1000 klubot, 15 ezer tagot, 1982-ben már 40 ezer aktív játékos űzte ezt a sportot. 1975-ben a Belga Testnevelési- és Sportintézet (BLOSO) is elismerte. A Belga Művelődési Minisztérium is felkarolta ezt a rekreációs játékot és az 1970-es években már az iskolákban oktatták a "magyar" focit.1986-ban megalakult a Nemzetközi Minivoetball Szövetség (I.M.F.F.) az USA, a holland, a belga, a szlovák, az olasz, a dán, a jugoszláv és a magyar tagokkal. A megalakult új nemzetközi szövetséget megkereste a FIFA, hogy olvadjon be tagszervezetnek, a megkeresés elutasításra került, mert a FIFA olyan szabálymódosításokat akart, ami az eredeti minifutball szabályaitól eltér. Az erősebb nyert, a minifoci átadta helyét a futsalnak.

#### Minifutball alapszabályok
A szabályok nem a teljesség igényével. A kapu mérete (2,5 x 1 m) a ledöntött kézilabda kapuéval megegyező. A játékidő 4 x 12 perc tiszta játékidő (kb. egy óra). A szögletet nem rúgták, hanem számolták és a 4. után speciális büntető következett. Két játékos hajtotta végre. Egyik a sarokpontról a lábával felemelte a labdát a kaputól 5 méterre álló társának, akinek fejjel kellett az üres kapuba továbbítania. Ez a módszer igen komoly technikai felkészültséget igényelt. A labda speciális, a hagyományos belső mellett szivaccsal bélelt, kevésbé pattogós játékszer, amit a MIKASA világhírű sportszergyártó cég fejlesztett ki Gaal Endre elképzelése és instrukciója alapján. A játékosok száma 4+1 volt, ahol a +1 vészkapusként szerepelt, azaz kézzel nem érhetett a labdához. A szabály pontjai közel 75%-ban megegyeznek a mai futsal szabályokkal, annak ellenére, hogy a szabálypontok rendszeresen pontosodnak, kiegészülnek. A játékszabályokban az ügyesség fejlesztését, a gyakori labdaátadást tartották szem előtt. Igen erőteljes igény volt a sérülések számának minimumra csökkentése, a gólok számának lehetséges növelése. A mérkőzéseket kettő játékvezető vezette a belga gyakorlatnak megfelelően, az egyik síppal ítélkezett, a másik zászlóval segédkezett az oldalvonal mellett. 1983-ban a Herbály – Hornyák játékvezetői páros kérte a magyar szervezőket, hagy próbálják ki, hogy mindkét játékvezető, azonos feltételekkel, síppal vezethesse a mérkőzést, hasonlóan, mint a kézilabdánál vagy a kosárlabdánál. A próba rendkívül jól sikerült, ezután a két játékvezető a szabályokra épülve kidolgozta az együttműködés rendjét. Mi a teendő egy ítéletnél, amikor ellentétes jelzés alakul ki (a fő játékvezető döntése a mérvadó)? Hogyan járjanak el a fegyelmezésnél, ki, mikor mutassa fel a sárga vagy a piros kártyát, stb. A kialakított együttműködési rend nagyon megkönnyítette a mérkőzések vezetésének taktikáját. Ezt az újítást a Nemzeti Független Minifutball Szövetség (N.O.M.B.) is átvette, és a játékvezetők oktatásánál bevezette.

#### Nemzetközi minifutball tornák
1984-ben Budapest (belga, holland, olasz, magyar válogatott), 1985-ben Komárno (Szlovákia) – belga, magyar, holland, szlovák válogatott.

#### Minifutball nem hivatalos Európa-bajnokság
1987-ben Jesolo, Olaszország: Olaszország

### Magyarországon
Az 1980-as években ugrásszerűen megnőtt a kispályás labdarúgást játszó csapatok száma. A növekedés fő oka az volt, hogy a grundok és a sportpályák rendre megszűntek, de a játék szeretete az önkormányzatot által kialakított dühöngőkbe, a kispályás játékterekre vonzotta a csapatokat. A kispályás játék népszerűségét elsősorban annak köszönhette, hogy a baráti társaságok, munkahelyi csapatok alacsony költségvetéssel, egész évben tudtak sportolni.
1986-tól a Magyar Labdarúgó-szövetség (MLSZ) keretében Kispályás Bizottság (4+1) irányítja a teremlabdarúgást. Egyre nagyobb igény jelentkezett a versenyszerű kispályás labdarúgásra. 1988-ban a futsal bajnokság elősegítése, lebonyolítása érdekében a Budapesti Labdarúgó-szövetség (BLSZ) keretei között, Ritter Imre segédletével megalakult a Budapesti Kispályás Bizottság.
1988-ban a FIFA, Szepesi György dr. (akkor a FIFA Kispályás Albizottságának tagja, 1990-től az első elnöke) közreműködésével felkéri az MLSZ-t, hogy a hollandiai, első világbajnokság sikeres lebonyolítása érdekében segítse elő a futsal szabályok gyakorlati próbáját, egy nyolc válogatott részvételével rendezett tornán. A szabályok tökéletesen kiállták a próbát. A Komora Imre vezette nagypályás válogatott a döntőben – büntetőkkel – legyőzte a hollandokat, akik mesterei a sportágnak. A döntőben játszott az a Victor Hermans, aki a holland teremlabdarúgó-válogatott edzője, a FIFA instruktora, és világszerte a futsal népszerűsítője. Kovács Kálmán lett a gólkirály.
Az akkori, kispályás csapatok közül a budaörsi Aramis SE és a fővárosi Külker SE évente kijárt Belgiumba és Hollandiába a játékot tanulni. Itt ismerkedtek meg a szabályokkal és barátkoztak össze Gustav van Dijck-kal, a belga szövetség munkatársával, aki a magyar teremfoci egyik elindítója, ötletadója lett. Inspirálására és segítségével 1989-ben az ARAMIS SE megrendezte az I. Intercoop Nemzetközi Teremlabdarúgó Tornár, mely a Five a Side szabályok magyarországi bemutatkozása volt. A torna átütő sikert hozott.
1989-1990-ben a FIFA szabályainak megfelelően a Lőrinci Sportcsarnokban (Budapest, XVIII. kerület) elindul az I. Budapesti Kiemelt Teremlabdarúgó Bajnokság, amelyre a budapesti kerületek kispályás bajnokságok legjobb csapatait hívták meg. Az első győztes csapat – a később legendává vált -, a Pintér Róbert által támogatott, irányított Lőrinc Étterem csapata lett. A budapesti versenyekbe csak később kapcsolódott be két kiváló vidéki csapat: az Egri Fiúk és a Miskolci Meggy.
1991-ben az új sportágat befogadta az MLSZ – mivel nem lehetett más labdarúgó-szövetséget létrehozni. Vidéken is elindult a teremfoci szervezés sok elhivatott, sportszerető ember (dr. Pálinkó Mihály, Zupkó Mihály, Oczella lászló, stb.) segítségével.
1995-ig csak kétnapos országos tornákat (bajnokságot) rendeztek, a csapatok vezetőit terhelő költségek csökkentése érdekében önálló bajnokságokat – budapesti, kelet-magyarországi, nyugat-magyarországi – hoztak létre, majd az első hat helyezett rájátszással döntötte el a bajnoki címet. Közben Budapesten beindult a II. osztály bajnoksága is. 1997-ben az MLSZ Kispályás Bizottsága irányításával beindították a Teremlabdarúgó Nemzeti Bajnokságot, 16 NB I-es és 15 NB II-es létszámmal. Hazánkban három szinten (NB I, NB II, és megye) folynak teremlabdarúgó bajnokságok.
1998-ban Kárász István társadalmi aktivista javaslatára lebonyolították az I. Teremlabdarúgó Kupát is.
Vidéki bázisok: Szeged – Első Beton Szeged, Hódmezővásárhely – HKFC'93 Szuperinfó, Miskolc – Berek Rolád FC, Debrecen – CBA Élelmiszer FC, Jászberény – FC Viktorió, Békéscsaba – Csba FC Geowatt, Pécs – Baranya Hotel Dream Team, Siófok – Interbeton Siófok, Kecskemét – Küklopsz SE, Érd – Gulf SE, Győr – Duna Takarék ETO Dunakeszi-Kinizsi.
A magyar teremlabdarúgó válogatott 1999 októberében lejátszotta a 100. hivatalos mérkőzését. Az ellenfél az Európa-bajnokság nyolcas döntőjébe jutott Belgium volt. A magyar válogatott 3-1-re legyőzte tanítómesterét. Ezen a találkozón búcsúztatták el a nemzeti- és nemzetközi mérkőzések vezetésétől Herbály Lajost és játékvezető párját Hornyák Lajost, aki egyben a mérkőzés időmérői feladatait is ellátta.
Hazánkban nincs teremlabdarúgó-edzőképzés, így szakmailag jelentősen le vagyunk maradva nemcsak a világ, hanem Európa élmezőnyétől is. Európában igen nagy figyelmet fordítanak a futsal fejlesztésére. Finnországban 8 ezer, Csehországban 25 ezer, Olaszországban 45 ezer, Spanyolországban 100 ezer regisztrált teremlabdarúgó játssza ezt a játékot. Európában és a világ több országában már profi bajnokságok is vannak. Nálunk a sportág nincs felkészülve arra, hogy professzionális legyen, mert még mindig szabadidős sportnak, tömegsportnak könyvelik el a futsalt, holott a tömegsport típusú (5+1) játékot kb. 200-250 000 ezren, míg a futsalt, kb 500-1 000 sportember játssza. A szervezeti fejlődés folyamatossága lassan alakul, a futsal átkerült az Amatőr Labdarúgó Alszövetséghez, később hozzácsatolták a strandlabdarúgó szervezetet is.

### FIFA
Sajnálatos módon 1985-ben a Nemzeti Független Minifutball Szövetség (N.O.M.B.), majd 1986-ban a Nemzetközi Minivoetball Szövetség (I.M.F.F) és a FIFA már hosszú ideje nem tudott megállapodni egymással, hogy ki képviselje ezt az igen dinamikusan fejlődő a sportágat a nemzetközi porondon. A kérdés eldöntésére a FIFA Végrehajtó Bizottsága Albizottságot hozott létre a sportág ezen ágának gondozására. Az Albizottság fő feladata a nemzetközi egységesítés, a népszerűsítés (látványosság, a média a szerepe), a tömegesítés, és ami még fontosabb, helytálló játékszabályok kialakítása volt. A FIFA Kispályás Albizottsága 1986 júniusában bejelentette egy olyan szabályzat létrejöttét, amely az alkotó véleménye szerint megfelel a várakozásnak. A Kispályás Albizottságot 1987-ben a FIFA teljes jogú tagjává fogadta. a FIFA az egységes kispályás labdarúgás nemzetközi szabályait a következő évben publikálta. Az erő, a pénz győzött a minifutball nemzetközileg elsorvadt, de a FIFA segítségével az új játék nemzetközi karriert fut.

## Világbajnokság
A FIFA 24 válogatott csapat részvételével rendez négy évente világbajnokságot. Magyarország eddig csak egyszer szerepelt a világbajnokságon,1989-ben.

## Európa-bajnokság
Az UEFA 12 válogatott csapat részvételével rendez négy évente európa-bajnokságot.2018-ig gyakorlatilag két évente rendezték meg a tornát.
A rendező országok és a győztesek listája:
- 1996 – Córdoba, Spanyolország: Spanyolország
- 1999 – Granada, Spanyolország: Oroszország
- 2001 – Moszkva, Oroszország: Spanyolország
- 2003 – Caserta, Olaszország: Olaszország
- 2005 – Ostrava, Csehország: Spanyolország
- 2007 – Porto, Portugália: Spanyolország
- 2010 – Budapest és Debrecen, Magyarország: Spanyolország
- 2012 – Zágráb és Split, Horvátország:  Spanyolország
- 2014 – Antwerpen, Belgium: Olaszország
- 2016 – Belgrád, Szerbia:  Spanyolország
- 2018 – Ljubljana, Szlovénia:  Portugália
- 2022 – Amszterdam és Groningen, Hollandia

## UEFA Futsal Cup
A nemzeti bajnokságokban győztes csapatoknak, a Futsal Bajnokok Ligájának kupája. Meghatározott helyszíneken, négyes selejtező csoportokban döntik el, ki jut tovább. A győztesek az előre meghatározott országban szintén csoportokra osztva mérkőznek a csoportelsőségét, A győztesek játsszák a döntőt, a második helyezettek pedig a harmadik helyért vívnak meg.
Az előselejtezőkben a magyar bajnokok rendere elbuknak, egy üdítő kivétel a Cső Montage bajnokcsapat, amely bejutott Európa legjobb nyolc csapatának döntőjébe, ahol a hatodik helyet szerezte meg Kozma Mihály edző által vezetett gárda.
Az UEFA-futsal-bajnokok ligája győztesei:
- 2001-02: Playes de Castellon
- 2002-03: Playes de Castellon
- 2003-04: Interview Boumerang
- 2004-05: Action 21 Charleroi
- 2005-06: Interview Boumerang
- 2006-07: Dinamo Moszkva
- 2007-08  Jaketyeringburg
- 2008-09: Intervin Madrid
- 2009-10: SL Benfica
- 2010-11: Montesilvano
- 2011-12: FC Barcelona
- 2012-13: Kajrat Almati
- 2013-14: FC Barcelona
- 2014-15: Kajrat Almati
- 2015-16: Gazprom-Jugra Jugorszk
- 2016-17: Inter Movistar
- 2017-18: Inter Movistar
- 2018-19: Sporting CP
- 2019-20: FC Barcelona
- 2020-21: Sporting CP
- 2021-22: FC Barcelona
- 2022-23: Palma Futsal
- 2023-24: Palma Futsal

## Világkupa
A rendező országok és a győztesek listája:
- 2005 – Brusque, Brazília: Brazília
- 2006 – Caxias do Sul, Brazília: Brazília
- 2007 – Lages, Joinville és Jaraguá do Sul, Brazília: Brazília
- 2008
- 2009

## Külső hivatkozások
- Hivatalos magyar futsal honlap a legfrissebb eredményekkel, tabellákkal
- Magyar futsal honlap
- Futsalplanet
- Kis János–Jakab Zoltán–Vic Hermans: Futsal. Edzőképzés. Training for futsal coaches; Korrekt Bt., Bp., 2008
- Kis János: Aki arra érdemes... Minden ami futball és minden ami futsal; 2. bőv. kiad.; Korrekt Bt., Bp., 2014
- José Venancio López Hierro: UEFA futsal edzői kézikönyv; Magyar Labdarúgó Szövetség, Bp., 2019